# Rhaestus grandis
Rhaestus grandis là một loài tò vò trong họ Ichneumonidae.